# Omphax nigricornis
Omphax nigricornis là một loài bướm đêm trong họ Geometridae.